# 法属阿法尔和伊萨领地
法属阿法尔和伊萨领地（法語：Territoire français des Afars et des Issas）是吉布提独立前，在1967年至1977年期间使用的国名，同时它仍然是法国的海外领土。该地区以前被称为法屬索馬利蘭。